# 卡齐米日四世·雅盖隆契克
卡齐米日四世·雅盖隆契克（Kazimierz IV Jagiellończyk，1427年11月30日—1492年6月7日）雅盖隆王朝的波兰国王（1447年～1492年在位）。瓦迪斯瓦夫二世·雅盖沃与索菲亚·霍尔桑斯卡之幼子，生于克拉科夫。他在1440年以13歲之齡，被立陶宛貴族立為立陶宛大公，後來又在其兄波蘭國王瓦迪斯瓦夫三世於1444年11月10日與鄂圖曼土耳其激戰敗死後，迫使波蘭貴族在1447年接受他成為較強勢的波蘭國王，統治波蘭與立陶宛直到1492年過世之時。
他在十三年戰爭（1454-1466年）中徹底擊敗條頓騎士團，收復波美拉尼亞。他對國內貴族進行強勢鬥爭，對王權的強化與中央議會（瑟姆）的重要性具有鮮明作用（壓制教會勢力並使國王主導主教的選舉），但是因為對條頓騎士團作戰需要人力物力，被迫向中小貴族進行妥協（代價是損害中產階級的利益），使波蘭王權轉趨弱勢，貴族的黃金自由蓄勢待發。對比西歐逐漸流行的君主專制（絕對君主制），波蘭逆勢發展成貴族民主制的結果，最終與民族國家運動產生巨大衝突，在17世紀中葉爆發了毀滅性災難。
不過，卡齐米日四世在擴展雅蓋隆王朝的勢力上有很大進展，1471年他的長子——乌拉斯洛二世成為波希米亞國王；當強大的匈牙利國王馬加什一世（「白騎士」匈雅提之子）於1490年死後，匈牙利貴族立刻拋棄馬加什唯一的私生子，擁立乌拉斯洛二世兼任匈牙利國王，雅蓋隆王朝因此稱雄於中東歐（當時匈牙利是東歐次強，僅次於鄂圖曼土耳其）。不過波蘭與立陶宛在東、南方的勢力，卻因為莫斯科大公國與鄂圖曼帝國的崛起而開始後退。

## 早年

### 無緣於波希米亞王位
1434年，卡齊米日的父親——波蘭國王雅盖沃去世，他未成年的長子瓦迪斯瓦夫（1434-1444年在位，1440年兼任匈牙利國王）登基；由大貴族兼克拉科夫主教奥莱希尼茨基领导的王室委员会承担摄政之责，奥莱希尼茨基成為波蘭王國的宰相與實際掌權者。
當時捷克地區的波希米亞王國發生了宗教改革先聲的胡斯战争（1420年-1434年），1438年，以胡斯派势力为首的捷克反哈布斯堡派貴族，将波希米亚王位赐给雅盖沃的小儿子卡齐米日。这个提议雖受奥莱希尼茨基的反对，但获波兰大多數貴族接受，使波兰两次发兵波希米亚，但因為羅馬教宗聯合匈牙利國王阿爾布雷希特（哈布斯堡王朝）的有力反擊，兩次都以失败告终。

### 成為立陶宛大公
1430年，立陶宛大公维陶塔斯大帝（與雅盖沃互有心結的堂弟）去世，立陶宛陷入内乱并与波兰发生冲突。卡齐米日在1440年被兄長——国王瓦迪斯瓦夫三世派到去往立陶宛的使节团中，这个年仅13岁的少年出人意料地被立陶宛人立为立陶宛大公，并被留在立陶宛。

## 登基為波蘭國王

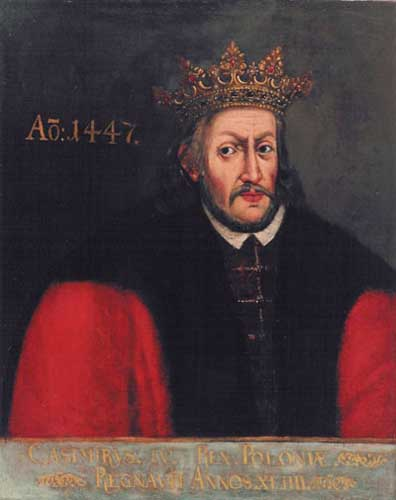
卡齐米日四世在1454年迎娶奥地利的伊丽莎白 (1436年-1505年)為王后；夫妻倆子女众多，其中三个兒子先後成为波蘭国王，長子則成為波西米亞兼匈牙利國王

1445年，立陶宛大公卡齐米日被要求继承自瓦迪斯瓦夫去世后一直空缺的波兰王位。卡齐米日是一位强硬的谈判者，不会为了获选而接受波兰贵族开出的条件。他最终在1447年回到波兰并加冕为國王卡齊米日四世，而且加冕的条件对他有利。成为波兰国王后，卡齐米日也摆脱了立陶宛统治集团对自己的控制；在1447年的维尔纽斯特权法中，他宣布立陶宛贵族与什拉赫塔（波蘭貴族）享有同等权利。后来，卡齐米日四世有能力将枢机主教奥莱希尼茨基（1455年卒）和他的党羽排除出权力中心，转而依靠由较为年轻的中等贵族所组成的阵营。卡齐米日也以对自己有利的方式化解了教皇与本地教会之间关于补充空缺教职之权的矛盾，主導了教職選舉權。
他在1454年與哈布斯堡的伊丽莎白結婚，當伊麗莎白的弟弟——波希米亞國王兼匈牙利國王拉斯洛五世於1457年過世後，卡齊米日逐漸把利益與意志力加諸於哈布斯堡家族的舊領地波希米亞王國與匈牙利王國。

## 与条顿骑士团的战争及其解决

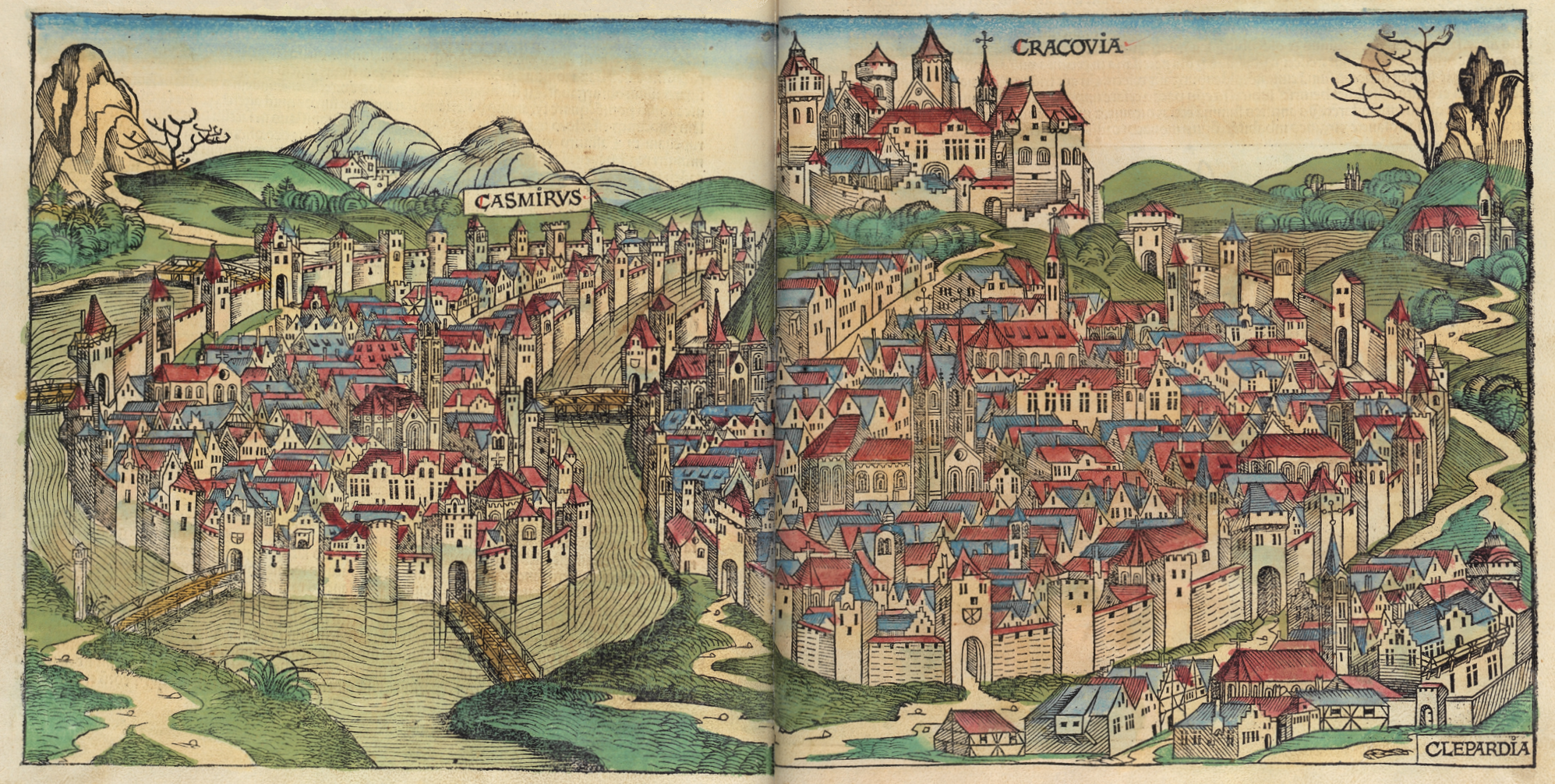
當時波蘭的首都克拉科夫

1440年，普鲁士部分城市与贵族对条顿骑士团越发残暴的统治感到不满，成立普鲁士邦聯反对骑士团统治。1454年，联盟请求卡齐米日四世占领普鲁士，发起反抗骑士团的武装起义。卡齐米日四世向骑士团宣战，并正式将普鲁士纳入波兰王国；这些事情便引发了十三年战争。因为全面動員（pospolite ruszenie）这种发动军队的方式的弱点（没有卡齐米日四世的全面妥协，什拉赫塔不会与他合作），波兰军队未能全面占领普鲁士，但在第二次索恩休战（1466年）中，骑士团不得不将他们领土的西半部割让给波兰王国（这篇领土后来被称为皇家普鲁士，是一个半自治的政治实体），并接受波兰-立陶宛对余下领土（后来的普鲁士公国）的宗主权。波兰夺回了波美拉尼亚，同时也获得了宝贵的通往波罗的海的入海口，另外波兰还获得了瓦尔米亚。除陆战外，双方还爆发了海战，在海战中，但泽（格但斯克）的战船战胜了丹麦和骑士团的舰队。

## 雅蓋隆王朝勢力的擴展
在卡齊米日四的統治之下，雅盖隆王朝在中欧與東歐的影响力逐渐增长。因為胡斯運動的餘波影響，卡齐米日四世長子乌拉斯洛二世在1471年成为波希米亚国王，1490年又成为匈牙利国王，雅蓋隆王朝因此稱雄於中東歐。

## 与土耳其和鞑靼的战争

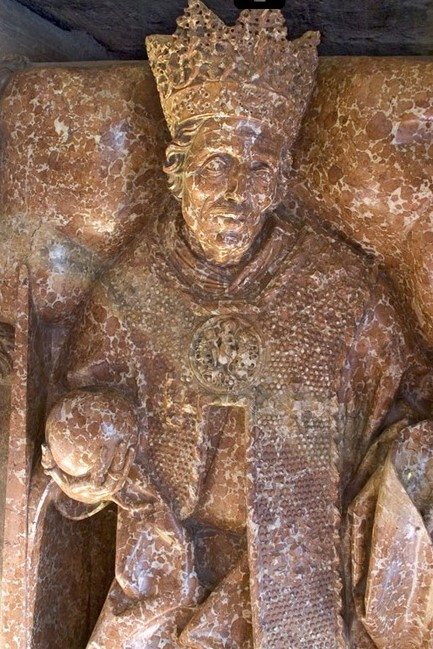
卡齐米日四世·雅盖隆，维特·斯托斯的石棺雕刻，位于瓦威尔主教座堂

1485年，在通往黑海的海港被奥斯曼帝国攻占后，卡齐米日四世向摩尔达维亚发起远征。土耳其人所控制的克里米亚鞑靼人在1482年和1487年突袭波兰东部领土，直到遭遇卡齐米日四世之子与继承者，国王约翰一世为止。1487年至1491年间，波兰受到金帐汗国余部的攻击。他们的铁蹄最远到达卢布林，最后在扎斯拉夫被击败，這也讓波蘭與立陶宛遭受到不小的損失。卡齊米日只能盡力防禦土耳其勢力的擄掠，無法進行有效的反擊。

## 與原基輔羅斯諸國的關係
1385年以來的立陶宛大公，就身兼有（全）羅斯君主及繼承人的頭銜，換取原基輔羅斯諸國的效忠。隨著伊凡三世吞併一個又一個羅斯公國，並用他的基輔羅斯血緣合法化這種行為，卡齊米日四世不願意容納基輔大公的後人奧列爾科維奇家族繼續掌管他們祖先統治的土地（包含現烏克蘭和白羅斯），決定廢除時存在於立陶宛大公國內唯一羅斯公國，即基輔公國。1470年卡齊米日四世選擇這樣做的時候，該家族的基輔親王正到了諾夫哥羅德協防莫斯科方面，並不知道在1471年返回基輔意圖繼承父親所留下的爵位時會被嚇一跳——公國變成王國的一個省，並由王國官員進行管治。而這個廢除決定，也直接導致立陶宛在1471年年「失去」諾夫哥羅德斯，莫斯科人得以在軍力強大的同時佔上風，相信基輔諸親王也永遠不會原諒他抹除掉公國。
1483年卡齐米日四世与迫切希望摆脱莫斯科大公国控制的特维尔大公米哈伊尔·鲍里索维奇缔结条约。但后来，米哈伊尔·鲍里索维奇终于迫于莫斯科大公伊凡三世的威吓废除了该条约。不过卡齐米日四世在伊凡三世於1485年彻底消灭特维尔公国前，一直秘密与米哈伊尔·鲍里索维奇保持联系。總的來說，卡齊米日並未建立一個對莫斯科的有效防禦系統，因此當1486年伊凡三世發起對立陶宛的進攻時，不少附庸於立陶宛大公國的低級羅斯親王，就脫離立陶宛成為莫斯科大公国的附庸。而在其離世後立陶宛大公的羅斯君主頭銜號召力進一步削弱，結果到了1494年亚历山大一世·雅盖隆契克更無奈承認莫斯科統治者持有着「全羅斯」最高主宰等一系列的頭銜。
莫斯科的壓力與立陶宛東部領土的退縮，促成1506年後立陶宛與波蘭王國的進一步合作，以及1569年兩國合盟的「盧布林聯合」（兩國實質合併）。

## 子女

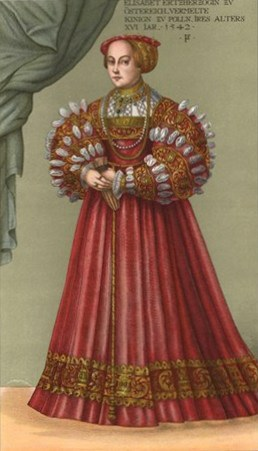
哈布斯堡的伊丽莎白

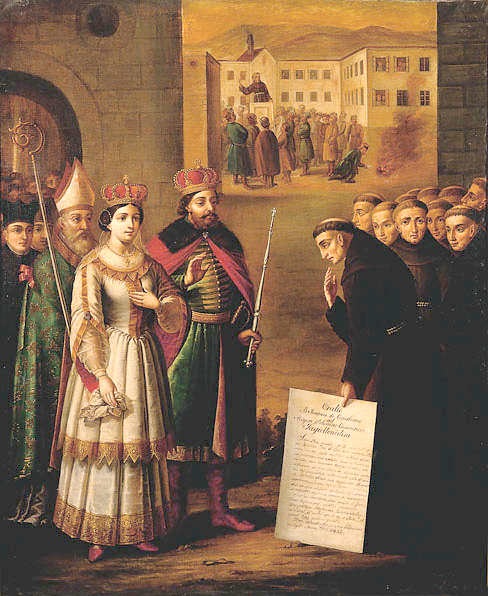
卡齊米日與王后伊丽莎白共同接見方濟各會修士──卡佩斯特拉諾的聖約翰

卡齊米日與哈布斯堡的伊莉莎白共生育十三名子女，有十一個活到成年，有三個兒子先後成為波蘭國王：
- 烏拉斯洛二世（波希米亚王號為瓦迪斯瓦夫二世，1456年—1516年），在1471年波希米亚国王波傑布拉德的伊日以及1490年匈牙利国王马加什一世皆逝後，他以这两国的前共主国王—哈布斯堡家族的拉斯洛五世的外甥身份继承了兩國的王位。
- 雅德薇加·雅蓋隆卡（1457年—1502年），嫁給巴伐利亞公爵格奧爾格。
- 聖卡齊米日（1458年—1484年），原本娶了神聖羅馬皇帝腓特烈三世的女兒，後來因為投入宗教生活並全心奉獻，被教宗封聖。
- 扬一世（1459年—1501年），1492年繼承了卡齊米日四世的波蘭王位。
- 亚历山大一世（1461年—1506年），1492年继承了立陶宛大公之位，1501年繼承其兄扬一世為波蘭國王。
- 索菲亚·亚盖隆卡（1464年—1512年），嫁給安斯巴赫藩侯腓特烈二世，兒子阿尔布雷希特於1525年向舅父波蘭國王齊格蒙特一世獻土臣服，成立普魯士公國。
- 齊格蒙特一世（1467年—1548年），1506年繼承其兄亚历山大一世為立陶宛大公兼任波蘭國王。
- 腓特烈·雅蓋隆（英语：Frederick Jagiellon）（1468年—1503年），克拉科夫等地的樞機主教與波蘭大主教。
- 安娜·雅蓋隆卡（英语：Anna Jagiellon, Duchess of Pomerania）（1476年—1503年），嫁波美拉尼亞公爵波吉斯瓦夫十世。
- 芭芭拉·雅蓋隆卡，嫁給薩克森公爵格奧爾格。
- 艾爾茲別塔·雅蓋隆卡（波兰语：Elżbieta Jagiellonka (1482–1517)）（1482年—1517年）。
- 兩個名為伊麗莎白的早夭女兒。